# Isami Ishii

## Biographie
Yumi Ishii (石井勇巳) est né le 8 décembre 1941 à Ōta (Tokyo), au Japon. Il choisit[Quand ?] Isami Ishii (いしい いさみ) comme pseudonyme.
Il fait ses débuts en tant que mangaka en 1957 avec Takeuma Brothers pré publié dans Shonen Club de Kodensha.
Il prend Mitsuru Adachi comme assistant.
Entre 1975 et 1985 il publie dans Shūkan Shōnen Champion le manga 750 Rider (750ライダー, 750 Raidā).

## Œuvres
- ? : Nora Inu no Oka (のら犬の丘?) ; publié chez Akita Shoten[BU 1].
- 1970 : Kutabare!! Namida-kun (くたばれ!!涙くん?), pré publié dans le magazine Weekly Shōnen Sunday ; 8 volumes publiés chez Akita Shoten[BU 2],[3].
- 1972 :
  - Aoi Tori no Densetsu (青い鳥の伝説?) ; 3 volumes publiés chez Asahi Sonorama, puis Bunkasha[BU 3].
  - Banchou Ace (番長エース?) pré publié dans le magazine Shūkan Shōnen Champion ; 2 volumes publiés chez Akita Shoten[BU 4].
- 1973 : Goromaki Ken (ごろまき健?) ; 1 volume publié chez Asahi Sonorama[BU 5].
- 1974 : Koukou Akumyouden (高校悪名伝?) ; publié chez Futabasha[BU 6].
- 1975 : 750 Rider (750ライダー, 750 Raidā?) pré publié dans le magazine Shūkan Shōnen Champion ; 50 volumes publiés chez Akita Shoten, puis chez Leed en 10 Bunkoban[BU 7].
- 1976 : Zakuro no Hana (ざくろの花?) ; publié chez Seikyou Shinbunsha[BU 8].
- 1978 : Shikakui Aozora (四角い青空?) ; publié chez Futabasha[BU 9].
- 1979 : Kenka no Seisho (ケンカの聖書?) ; 5 volumes publiés chez Futabasha[BU 10].
- 1980 :
  - Ashita ni Makatte Nagero! (明日に向かって投げろ!?) ; 7 volumes publié chez Seikyou Shinbunsha[BU 11].
  - Ryuu ga Kiru! (竜が斬る!?) ; publié chez Futabasha[BU 12].
  - Kaze to Ore-tachi (風とオレたち?) ; publié chez Akita Shoten[BU 13].
- 1984 :
  - Tsume Ato (爪あと?) ; publié chez Horubu Shuppan[BU 14].
  - Hashire!! Mio (走れ!!美穂?) ; 2 volumes publiés chez Seikyou Shinbunsha[BU 15].
- 1985 : Tic Tak (チック・タク?) pré publié dans le magazine Shūkan Shōnen Champion ; 4 volumes publiés chez Akita Shoten[BU 16].
- 1986 : 750 Rock (750ロック?) ; 1 volume publié chez Bunkasha[BU 17].
- 1988 : Neppuu Sensei (熱風先生?) ; publié chez Ushio Shuppansha[BU 18].